# Jócar
Jócar es un despoblado del municipio de Arbancón (provincia de Guadalajara, España).

## Historia
Pascual Madoz describía así la localidad a mediados del siglo XIX:

Lugar con ayuntamiento en la provincia de Guadalajara, partido judicial de Tamajón, diócesis de Toledo, Audiencia Territorial de Madrid y capitanía general de Castilla la Nueva: situado en llano al pie de una cuesta con libre ventilación; clima sano. Tiene 43 casas: la consistorial y escuela de instrucción primaria con 43 niños; maestro dotado con 7 fanegas de trigo y retribuciones de los discípulos... Iglesia parroquial (La Asunción de Nuestra Señora), matriz de la de Fraguas... Confina N. con Fraguas, E. con Beleña, S. con Arbancón y O. con Tamajón.... Una ermita (N. S. de la Fuente) y alquerías de Las Cuevas y de Robledo... Un molino harinero... Población: 42 vecinos, 164 almas. Producción: 690000 reales; 55200 reales impuestos. Contribución 2656 reales; Presupuesto municipal 624 reales que se reparten entre los vecinos.

## Demografía
| Gráfica de evolución demográfica de Jócar entre 1842 y 1930 |
| |
| Población de derecho según los censos de población del INE Población de hecho según los censos de población del INEEntre el censo de 1940 y el anterior, este municipio desaparece porque se integra en el municipio Arbancón |